# Флеттнер, Антон
Антон Флеттнер (нем. Anton Flettner; 1 ноября 1885 — 29 декабря 1961) — немецкий авиационный инженер и изобретатель, внёсший важный вклад в разработку самолётов, вертолётов, судов и автомобилей.

## Биография
Флеттнер родился в Эддерсхайме (сегодня это район Хаттерсхайма-на-Майне). Прошёл обучение в Государственном педагогическом колледже Фульды в Фульде, Германия. Впоследствии, с 1906 по 1909 год работал сельским учителем в местечке Pfaffenwiesbach, затем преподавал математику и физику в средней школе во Франкурте.
Уже в возрасте 29 лет он представил германскому морскому министерству своё первое изобретение — управляемую торпеду. Изобретение было отвергнуто, так как считалось совершенно невозможным технически.
После окончания Первой мировой войны Флеттнер начал думать о том, как сократить весьма трудоёмкую работу по управлению парусными судами. Поскольку он слышал об экспериментах с вращающимися цилиндрами в аэродинамическом научно-исследовательском институте в Гёттингене (эффект Магнуса), то это навело его на мысль искать в этом направлении. Он разработал так называемый ротор Флеттнера использующий эффект Магнуса. У ротора Флеттнера высокие цилиндры из листового металла на палубе судна вращаются с переменной скоростью. 16 сентября 1922 года Антон Флеттнер получил немецкий патент на так называемое роторное судно. А в октябре 1924 года экспериментальная шхуна (то есть ранее это было парусное судно) «Букау», сошла со стапелей кораблестроительной компании Friedrich Krupp в Киле после проведения модернизации. Для вращения роторов были приспособлены электродвигатели.

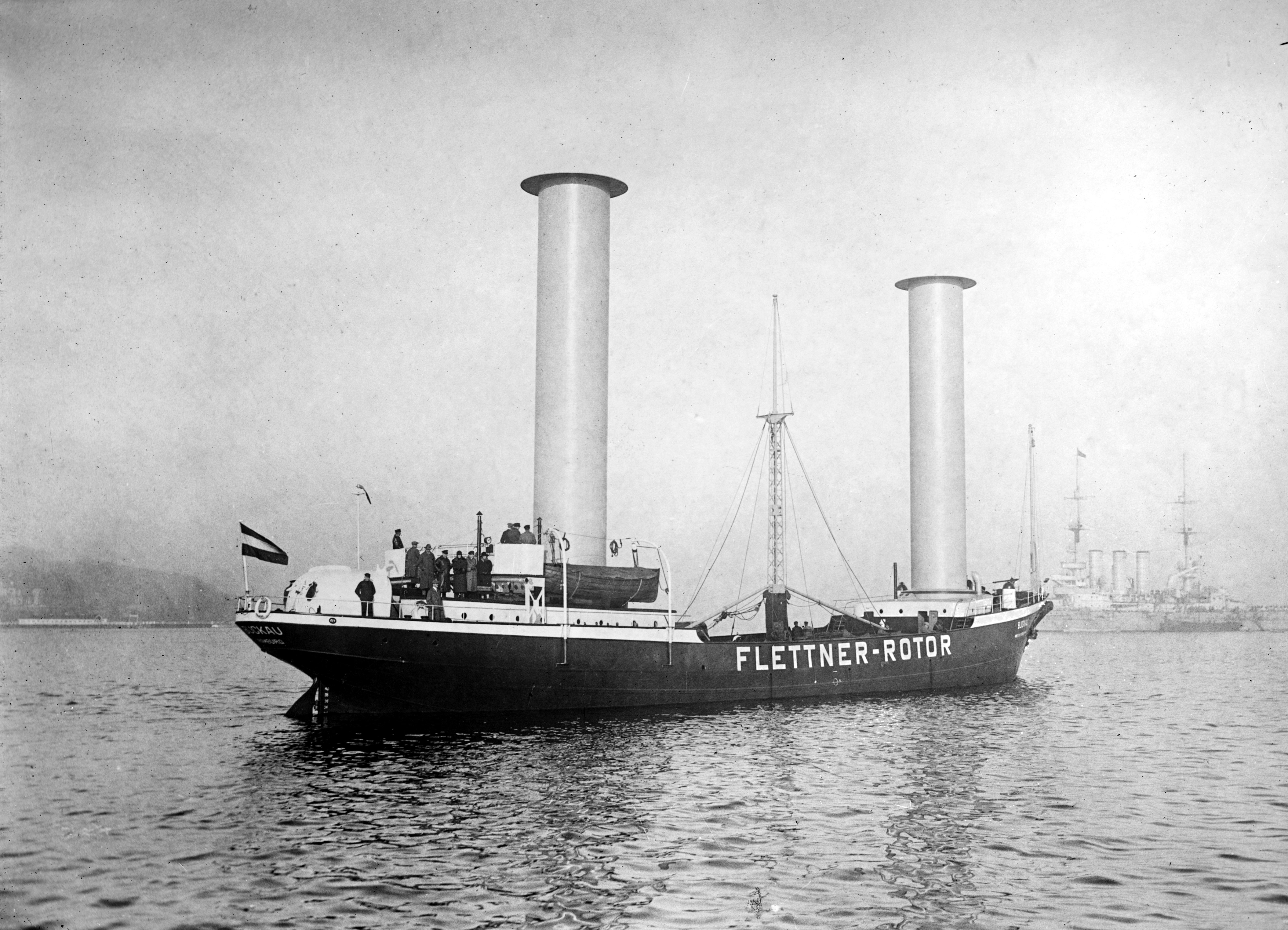
Шхуна Buckau с ротором Флеттнера

Флеттнер додумался накрыть свои роторные паруса плоскостями-тарелками, что упростило управление и почти в 2 раза увеличило результирующую силу.
Во время плавания не требовалось вызывать на палубу членов команды, чтобы они меняли паруса в зависимости от силы или направления ветра, так как управление движением мог осуществлять вахтенный. Ранее команда трёхмачтовой шхуны состояла как минимум из 20 матросов, после её переделки в роторный корабль хватило 10 человек.
В 1926 году роторный «Букау» (переименованный в «Баден-Баден») прошёл через Атлантику.
В 1927 году Флеттнер обратился к авиации. Он сконструировал руль направления самолёта со вспомогательной поверхностью управления. Позже он усовершенствовал это изобретение, известное как руль направления Флеттнера или закрылки Флеттнера, для судостроения.
В 1930-е создаёт схему синхроптера.
Строительство винтокрылого самолёта, которое планировал Флеттнер, происходило долго, лишь в 1935 году был готов Flettner Fl 184 Flettner Fl 184 и спустя ещё год Flettner Fl 185.
В 1938 году Флеттнер вместе с Куртом Хохенемзером сконструировал Flettner Fl 265. А он свою очередь стал прообразом Flettner Fl 282. Два этих вертолёта-синхроптера в качестве военных трофеев оказались в США. После всестороннего изучения разработчики Kaman Aircraft Corporation создали на их основе собственные конструкции. Во время Второй мировой войны Kellett Aircraft Corporation построила вертолёт Kellett XR-8 основанный на принципе Флеттнера.
После окончания войны Флеттнер сначала оставался в Бад-Тёльце и продолжал работать со своей вертолётной системой. По другим данным содержался в замке Крансберг, где был аналог фильтрационного лагеря. В 1947 году он был отправлен в США в рамках операции «Скрепка». В США он стал советником Управления военно-морских исследований (ONR) и вскоре после этого стал гражданином США. В 1949 году создал и возглавил компанию Flettner Aircraft Corporation (Кью-Гарденс, Куинс, Нью-Йорк). Компания много работала в качестве консультанта ВМС США по инновационным концепциям самолётов и по дальнейшему развитию двойного винта Флеттнера.